# Roy D. Bridges
Roy Dubard Bridges, född 19 juli 1943 i Atlanta, är en amerikansk astronaut uttagen i astronautgrupp 9 den 19 maj 1980.

## Rymdfärder
- STS-51-F